# أندري غوتسمانوف
أندري غوتسمانوف (بالإنجليزية: Andrei Gotsmanov)‏ هو لاعب كرة قدم أمريكي في مركز الوسط، ولد في 6 مايو 1986 في مينسك في بيلاروس. لعب مع Minnesota Thunder ‏.